# Breviceps macrops
Breviceps macrops és una espècie de granota que viu a Namíbia i Sud-àfrica.
Està amenaçada d'extinció per la pèrdua del seu hàbitat natural.